# Schuldgefängnis

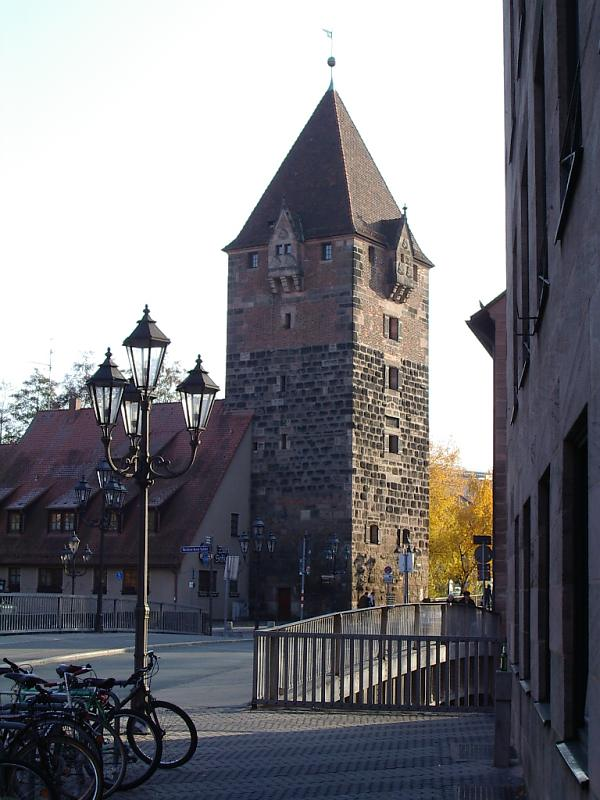
Schuldturm in Nürnberg

Ein Schuldgefängnis (auch Schuldturm) war bis ins 19. Jahrhundert hinein ein Sondergefängnis für Personen, die ihren Zahlungsverpflichtungen nicht nachgekommen waren.

## Mittelalter
Vor der Einführung der öffentlichen Schuldhaft kannte man für säumige Schuldner die Schuldknechtschaft.
Im späten Mittelalter und zu Beginn der frühen Neuzeit wurde die öffentliche Schuldhaft in ganz Deutschland zur Regel. Sie diente der Leistungserzwingung (sog. „Pressionshaft“) und nicht wie vielfach angenommen der Sanktionierung, da Gefängnisstrafen noch nicht bekannt waren. Teilweise bestand auch die Möglichkeit, seine Schulden abzusitzen (z. B. in Nürnberg oder Frankfurt am Main im sogenannten Panzerloch).
In den meisten Städten dienten die Türme der Stadtbefestigung als städtische Gefängnisse. Für bestimmte Sanktionen gab es eigene Gefängnisse, und die Türme erhielten davon teilweise auch ihren Namen (z. B. Blutturm, Diebsturm, Schuldturm). Der Begriff „Schuldturm“ wurde, ausgehend von den kursächsischen Konstitutionen, zum Schlagwort für die öffentliche Schuldhaft im Schuldgefängnis.
Bei Vertragsschlüssen mit Adeligen, Rittern oder hohen Kirchenvertretern wurde vielfach das Einlager vereinbart, falls der Schuldner in Verzug geraten sollte. Sie entgingen damit dem Schuldturm.

## Neuzeit
Bis in die Neuzeit blieb die Schuldhaft (auch „Personalarrest“) in vielen Rechtssystemen einerseits ein Mittel zur Erzwingung einer urteilsmäßigen Leistung, andererseits ein Sicherungsarrest, um die Einleitung oder Fortsetzung des Prozesses oder die gefährdete Exekution in das Vermögen des Schuldners zu sichern. Sie galt als besondere Schande, unterlag aber im Vergleich zur Strafhaft besonderen Regeln. So war sie meist ähnlich dem heutigen offenen Strafvollzug; d. h., der Schuldner konnte tagsüber einer Arbeit nachgehen, um seine Schuld zu begleichen.
Im Laufe des 19. Jahrhunderts wurde die Schuldhaft in Europa überwiegend abgeschafft. So wurde sie in Frankreich bereits im Jahr 1867 aufgehoben, gefolgt von Österreich, Großbritannien mit dem Debtors Act von 1869, Schweden 1879, in der Schweiz mit der Bundesverfassung von 1874 (Art. 59 Bundesverfassung: «Der Schuldverhaft ist abgeschafft»). Der Norddeutsche Bund tat dies mit dem Gesetz vom 29. Mai 1868, obwohl erst 1864 in Berlin ein neues Schuldgefängnis in Betrieb genommen worden war.
Im Jahr 1963 wurde die Freiheitsentziehung wegen der Unfähigkeit, vertragliche Verpflichtungen zu erfüllen, im 4. Zusatzprotokoll zur Europäischen Menschenrechtskonvention verboten (Art. 1), das sukzessive von vielen Staaten ratifiziert wurde. 13 Jahre später (1976) trat der Internationale Pakt über bürgerliche und politische Rechte in Kraft, der in Artikel 11 ebenfalls bestimmt: „Niemand darf nur deswegen in Haft genommen werden, weil er nicht in der Lage ist, eine vertragliche Verpflichtung zu erfüllen.“

## Gegenwart
Vergleichbare, noch heute in Deutschland gebräuchliche Haftformen sind:
- die maximal halbjährige Erzwingungshaft zur Abgabe einer eidesstattlichen Versicherung eines Schuldners nach §§ 802g, 802 j ZPO (bis 2012: § 901 ff. ZPO) bei Verbindlichkeiten aller Art;
- die maximal sechswöchige Erzwingungshaft bei Zahlungsunwilligkeit und Geldbußen;
- Ersatzfreiheitsstrafen;
- Persönlicher Arrest als Sicherungsmittel für die Zwangsvollstreckung in das Vermögen.

Als Metapher ist der Begriff des „Schuldturms“ heute noch in der politisch-sozialen wie auch der juristischen Sprache geläufig. Man spricht beispielsweise von dem „ewigen Schuldturm“ oder einer „Schuldturmverpflichtung“ und meint damit, dass ein Schuldner sich von seiner erdrückenden Schuldenlast nicht aus eigener Kraft befreien kann.
Es gibt nach wie vor Staaten mit dieser Praxis, beispielsweise die Vereinigten Arabischen Emirate.